# Kenan Evren

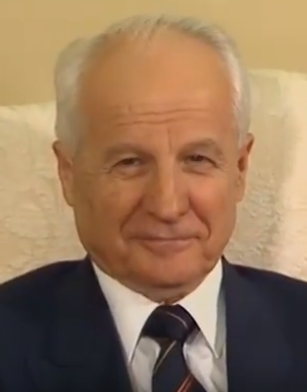
Kenan Evren (1988)

Kenan Evren (17 Julho 1918 Manisa, Turquia - 9 Maio 2015 Ancara, Turquia) foi um militar e político turco, tendo sido o 7.º presidente da Turquia.
Atuou na Guerra da Coreia e em 1964 foi promovido a General. Conduziu o golpe de estado em 12 de setembro de 1980 e dissolveu o parlamento e o governo legítimo.